# Скубятино
Скубятино — деревня в Руднянском районе Смоленской области России. Входит в состав Понизовского сельского поселения. Население — 11 жителей (2007 год). 
Расположена в западной части области в 42 км к северу от Рудни, в 22 км западнее автодороги Р133 Смоленск — Невель, на берегу реки Каспля. В 42 км южнее деревни расположена железнодорожная станция Рудня на линии Смоленск — Витебск. 

## История
В годы Великой Отечественной войны деревня была оккупирована гитлеровскими войсками в июле 1941 года, освобождена в октябре 1943 года.